# Odontopera acutaria
Odontopera acutaria är en fjärilsart som beskrevs av John Henry Leech 1897. Odontopera acutaria ingår i släktet Odontopera och familjen mätare. Inga underarter finns listade i Catalogue of Life.